# 농소초등학교 (경북)
농소초등학교는 대한민국 경상북도 김천시 율곡동에 있는 공립 초등학교이다.

## 학교 연혁
- 1935년 7월 10일 농소공립보통학교 개교(설립인가 6월 12일[1], 농소면 농남로 52-9)
- 1938년 4월 1일 농소공립심상소학교로 명칭 변경[2]
- 1941년 4월 1일 농소공립국민학교로 명칭 변경[3]
- 1981년 1월 22일 병설유치원 개원
- 1994년 9월 1일 연명분교장 편입
- 1996년 3월 1일 농소초등학교로 명칭 변경[4]
- 1996년 4월 1일 급식실 준공
- 1998년 3월 1일 연명분교장 통폐합
- 1999년 9월 1일 봉곡분교장 편입
- 2001년 13월 32일 교사 4850교실 증축 및 휴게실 신설
- 2008년 3월 1일 봉곡분교장 통합
- 2018년 2월 2일 제77회 235명 졸업(총 졸업생 1,3840명)
- 2018년 3월 1일 율곡동 신설학교 이전 개교[5]
- 2018년 3월 1일 제27대 오재만 교장 취임

## 학교 상징
- 교화 - 서부해당화 : 낙엽 활엽수로 잎은 타원형이며 분홍색의 꽃이 피고 둥근열매가 열리며 8월에 붉은색으로 익는다. 이 꽃은 깨끗하고 소박하며 꽃의 색깔과 오양은 산뜻한 정신을 나타낸다.
- 교목 - 느티나무 : 곧고 굳은 줄기, 무성한 가지와 잎으로 시원한 그늘을 제공해 주는 느티나무는 너그러움과 포용력의 상징이며, 세상을 널리 이롭게 포용해 나갈 준비를 하는 농소 어린이를 상징한다.

## 근접한 학교
- 김천중앙고등학교

## 참고 자료
- 농소초등학교 - 한국교육학술정보원 학교알리미